# 末代まで!
『末代まで!』（まつだいまで）は、猫砂一平による日本のライトノベル作品。イラストも同じく猫砂が担当しているが、ライトノベルにおいて本文とイラストを一人で手掛けるのは非常に珍しいケースである。角川書店（角川スニーカー文庫）より2009年10月から2010年3月まで刊行された。第12回角川学園小説大賞の受賞作品。
なお、小説のほか、公式サイトでは猫砂による4コマ漫画が連載されている。

## 登場人物
三号（さんごう）
本作の主人公。私立白甲学園の1年生であり、作中に置いて戸籍上の姓名は不明。正式には「心霊研究員三号童子」。「三号」というのは「心霊研」の顧問である芦屋が、「3人目だから」という理由で付けた戒名。心霊研の部員はお互いこの戒名で呼び合い、また部活中に事故死した場合は実際にこの戒名を使用することになる。また、「三号」というのは友人の間でもあだ名として定着してしまい、以後は「三号」と呼ばれるようになった。
幽霊が見える、という特殊能力を持っており、半ば強引に心霊研に加入させられた。顧問の芦屋に結界の作り方の指導を受けた。
お岩（おいわ）
本作のヒロイン。北海道の出身で、主人公と同じく高校の1年生。ただし、他人から見えないため実際に授業などは受けておらず、部活動のみ参加している。学校に通っている理由は、幽霊は常識を知らないことが多いため、親の指示により常識を学ぶため。口癖は「末代まで呪ってやる」。
名前どおり、四谷怪談にも登場する「お岩さん」であり、人を祟るのがなによりも好き。また、初代の「お岩さん」が餓死寸前まで飢えに苦しんだという経験があるため、食べることも好き。「お岩さん」は基本的に呪文系に耐性が強い反面、結界系の攻撃には弱い。
花子（はなこ）
心霊研の1人目の部員。その正体は「トイレの花子さん」。主人公と同じ高校の1年生。学校に通う理由は、親の指示により、芦屋のもとで「老婆走」の英才教育を受けさせるため。「花子さん」は基本的に負けず嫌いな性格であるが、彼女もゲームやレースなどの勝ち負けが絡む競技については異常なくらいに執着する。顧問の芦屋とは花子が小学生のころからコンビを組んでおり、当時学生だった芦屋とともに学生全国をとったこともある。
芦屋サラ（あしや さら）
私立白甲学園の養護教諭。心霊研究会の顧問でもある。怪しげな部活の顧問をしているため、教員からは「芦屋は電波だ」などと馬鹿にされている。また「老婆走」にひたすら打ち込んできたため、彼氏などはいない。霊能力者としては、結界系のものが得意。特に、数学を使ったフラクタルで結界を描く、ということを始めたのは彼女が初めて。「老婆走」のプロ騎手であり、学生全国を取ったこともある。
北沢秀輝（きたざわ ひでき）
主人公の友人。あだ名は「ヒッキー」。アイドルにもなれそうな整った顔立ちのため、女子から熱い視線を受ける代わりにクラスの男子からハブにされてしまっており、三号のみが友人となっている。クラスメイトの土門リサと一緒にいる時間を増やすために新聞部に入部。なお、心霊現象には非常に弱い。
土門リサ（どもん リサ）
主人公のクラスメイト。かなり不思議な性格をしており、何を考えているかよく判らない少女。「超」という単語を文脈を無視して使うなど、独特の言葉遣いをする。油揚げが大好きで、食事シーンではたいていきつねうどんを食べている。
ヨーコ
九尾の狐。ないよ連に所属する幽霊。

## 既刊一覧
- 猫砂一平（著・イラスト） 『末代まで!』 角川書店〈角川スニーカー文庫〉、全3巻
  1. 「うらめしやガールズ」2009年10月31日発売[4]、ISBN 978-4-04-474801-2
  2. 「丑三つトライアングル」2010年3月31日発売[5]、ISBN 978-4-04-474812-8
  3. 「心霊温泉トレイニング・キャンプ」2010年7月31日発売[6]、ISBN 978-4-04-474817-3